# Zenta Mauriņa
Zenta Mauriņa (15 de desembre de 1897, Parròquia de Lejasciems, Letònia - 25 d'abril de 1978, Basilea, Suïssa) fou una escriptora, narradora, biògrafa, autobiògrafa, traductora i assagista letona.

## Biografia

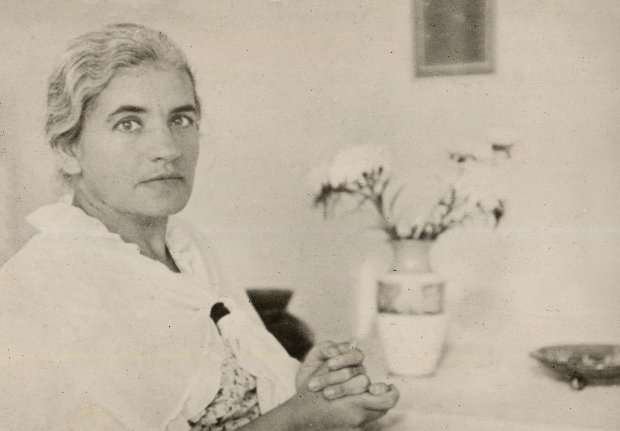
Zenta Mauriņa (1930)

El seu pare, Roberts Mauriņš, era metge rural, i la seva mare, Melanie Knappe, d'origen alemany, era una pianista de Sant Petersburg. Poc després de néixer, la família es traslladà a Grobiņa, a l'est de Liepāja. Quan tenia cinc anys, Zenta emmalaltí de poliomielitis i quedà postrada per sempre en una cadira de rodes. El 1915 obtingué una distinció d'ensenyament secundari a Liepāja. El 1921 estudià a la Facultat de Filosofia i Filologia de la Universitat de Riga, on obtingué el doctorat en filologia el 1938.
Fugint dels soviets, a través d'Alemanya, arribà a Uppsala (Suècia), on s'estigué fins al 1966. De seguida es traslladà a viure a Bad Krozingen, al sud de Friburg de Brisgòvia (Alemanya).
Es casà amb l'escriptor letó Konstantīns Raudive.
L'obra de Mauriņa està marcada per les tres llengües que parlava: letó, rus i alemany, i pel destí de Letònia el segle xx, entre la llibertat i l'opressió soviètica.

## Obres
- Die weite Fahrt (El llarg viatge. Autobiografia, així com els següents quatre títols)
- Denn das Wagnis ist schön (Atès que l'atreviment és formós)
- Die eisernen Riegel zerbrechen (Els pestells de ferro es fan miques)
- Mein Lied von der Erde (La meva cançó de la Terra)
- Briefe aus dem Exil (Cartes des de l'exili)
- Dostojewskij. Biografia.
- Über Liebe und Tod (Sobre vida i mort), Memmingen/Allgäu, 1960. Assaig.
- Mosaik des Herzens (Mosaic del cor). Assaig.
- Im Anfang war die Freude (En el principi era l'alegria). Relat.
- Geliebtes Leben - gelebtes Leben (Vida amada - Vida viscuda). Assaig.
- Porträts russischer Schriftsteller (Retrats d'escriptors russos). Assaig.
- Konstantin Raudive zum Gedächtnis (En memòria de Konstantin Raudive), Memmingen, 1975.